# Къртичеви змии
Къртичевите змии (Atractaspis) са род влечуги от семейство Atractaspididae.
Таксонът е описан за пръв път от шотландския лекар Андрю Смит през 1849 година.

## Видове
- Atractaspis andersonii
- Atractaspis aterrima
- Atractaspis battersbyi
- Atractaspis bibronii
- Atractaspis boulengeri
- Atractaspis branchi
- Atractaspis coalescens
- Atractaspis congica
- Atractaspis corpulenta
- Atractaspis dahomeyensis
- Atractaspis duerdeni – Клюнеста ровеща аспида
- Atractaspis engaddensis – Къртицова отровница
- Atractaspis engdahli
- Atractaspis fallax
- Atractaspis irregularis
- Atractaspis leucomelas
- Atractaspis magrettii
- Atractaspis microlepidota
- Atractaspis micropholis
- Atractaspis phillipsi
- Atractaspis reticulata
- Atractaspis scorteccii
- Atractaspis watsoni